# Empoasca bostanensis
Empoasca bostanensis är en insektsart som beskrevs av Ahmed, Samad och Naheed 1981. Empoasca bostanensis ingår i släktet Empoasca och familjen dvärgstritar.
Artens utbredningsområde är Pakistan. Inga underarter finns listade i Catalogue of Life.